# Gestreifter Anglerfisch
Der Gestreifte Anglerfisch (Antennarius striatus) lebt im Indopazifik, vom Roten Meer bis nach Japan, Neuseeland und zu den Gesellschaftsinseln und von Südafrika bis nach Hawaii, in Tiefen von 10 bis 200 Metern in Fels- und Korallenriffen.

## Aussehen

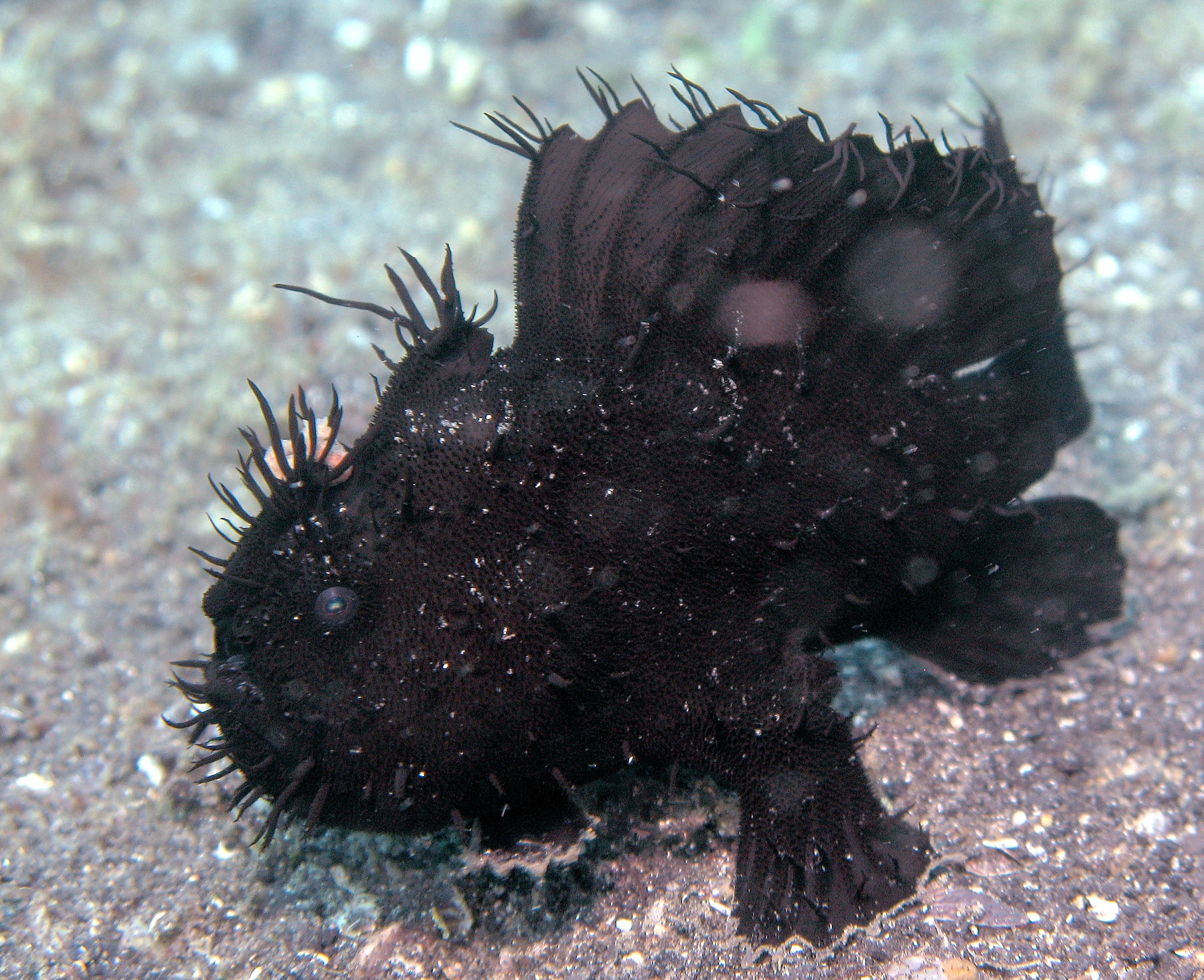
Gestreifter Anglerfisch

Die Tiere haben je nach ihrem Lebensraum ein unterschiedliches Aussehen. Sie können eine gelbe, braune oder rote Grundfarbe haben und zeigen zahlreiche dunkle Streifen und Flecken. Daneben dienen zahlreiche Hautauswüchse der Tarnung, wobei die Fische, die in Algenbeständen leben, längere haben als Tiere aus anderen Biotopen. Gestreifte Anglerfische werden 22 Zentimeter lang.

## Fortpflanzung
Gestreifte Anglerfische laichen nachts. Die Eier bilden ein aufgerolltes 1,3 Millimeter dickes Band, das aus zwei Schichten Eiern besteht und, nachdem es aufgequollen ist, 7 bis 11 Zentimeter breit und 40 bis 80 Zentimeter lang sein kann. Es enthält 70.000 bis 300.000 Eier. Nach zwei Tagen lösen sich die Eier aus dem Band, die Larven schlüpfen und schwimmen nach acht Tagen, wenn der Dottersack aufgebraucht worden ist, frei.